# Ahmed Aboutaleb
Ahmed Aboutaleb (n. 29 august 1961, Beni Sidel⁠(d), Nador, Regiunea Oriental, Maroc) este un politician laburist neerlandez de origine marocană. Din 5 ianuarie 2009, el este primarul Rotterdam-ului.